# Елія Зеноніда
Елія Зеноніда (д/н — 476/477) — візантійська імператриця.

## Життєпис
Походження невідоме. Відзначалася надзвичайною красою. Її шлюб з Василіском, братом Елії Веріни, дружини імператора Льва I, відбувся приблизно в 450-х роках. У 475 році чоловік повалив імператора Зенона й став імператором. Тоді ж Зеноніда отримала титул Августи. Разом з чоловіком підтримувала монофізитів, активно втручаючись у церковні справи.
Невдовзі коханцем імператриці став військовик Армат, небіж її чоловіка. Завдяки Зеноніді Армат отримав посади magister militum praestialis (очільник імператорських військ у столиці), а у 476 році — консула. Підтримка Зенонідою і Василіском Армата викликало невдоволення Теодоріха Страбона, короля остготів, який перейшов на бік раніше поваленого імператора Зенона.
У 476 році внаслідок зради Армата Зенон повалив Василіска, захопивши його родину. Зеноніду разом з Василіском та сином було відправлено до міста Лімни в Каппадокії, де запроторено до діжки або цистерни, в якій вони померли від спраги. За іншою версією, Зеноніду з родиною заморили голодом у фортеці.

## Родина
Чоловік — Василіск, візантійський імператор.
Діти:
- Марк (д/н—476/477), співімператор